# Braunschweiger Turn- und Sportverein Eintracht von 1895 1985-1986
Questa voce raccoglie le informazioni riguardanti il Braunschweiger Turn- und Sportverein Eintracht von 1895 nelle competizioni ufficiali della stagione 1985-1986.

## Stagione
Nella stagione 1985-1986 l'Eintracht Braunschweig, allenato da Willibert Kremer e Heinz Patzig, concluse il campionato di 2. Bundesliga al 12º posto. In Coppa di Germania l'Eintracht Braunschweig fu eliminato al primo turno dallo Stoccarda.

## Rosa
| N. |                     | Ruolo | Calciatore           |
| -- | ------------------- | ----- | -------------------- |
|    | Germania (bandiera) | P     | Jörg Hoßbach         |
|    | Germania (bandiera) | P     | Waldemar Josef       |
|    | Germania (bandiera) | D     | Michael Geiger       |
|    | Germania (bandiera) | D     | Bernd Gorski         |
|    | Germania (bandiera) | D     | Andreas Kubsda       |
|    | Germania (bandiera) | D     | Michael Scheike      |
|    | Germania (bandiera) | C     | Matthias Bruns       |
|    | Germania (bandiera) | C     | Lars Ellmerich       |
|    | Germania (bandiera) | C     | Lutz Fischer         |
|    | Germania (bandiera) | C     | Stefan Gorges        |
|    | Austria (bandiera)  | C     | Reinhold Hintermaier |
|    | Germania (bandiera) | C     | Dieter Hoff          |
|    | Germania (bandiera) | C     | Reinhard Kindermann  |

| N. |                               | Ruolo | Calciatore          |
| -- | ----------------------------- | ----- | ------------------- |
|    | Germania (bandiera)           | C     | Detlef Lindner      |
|    | Germania (bandiera)           | C     | Heiner Pahl         |
|    | Germania (bandiera)           | C     | Peer Posipal        |
|    | Macedonia del Nord (bandiera) | C     | Vasil Ringov        |
|    | Germania (bandiera)           | C     | Heinz-Günter Scheil |
|    | Germania (bandiera)           | C     | Frank Schön         |
|    | Germania (bandiera)           | C     | Manfred Tripbacher  |
|    | Germania (bandiera)           | A     | Michael Böhnke      |
|    | Germania (bandiera)           | A     | Bernd Buchheister   |
|    | Germania (bandiera)           | A     | Frank Plagge        |
|    | Germania (bandiera)           | A     | Andreas Pospich     |
|    | Germania (bandiera)           | A     | Ronnie Worm         |

## Organigramma societario
Area tecnica
- Allenatore: Heinz Patzig
- Allenatore in seconda:
- Preparatore dei portieri:
- Preparatori atletici:

## Calciomercato

### Sessione estiva
| Acquisti | Acquisti       | Acquisti | Acquisti |
| R.       | Nome           | da       | Modalità |
| -------- | -------------- | -------- | -------- |
| C        | Vasil Ringov   | Vardar   |          |
| A        | Michael Böhnke | Bocholt  |          |

| Cessioni | Cessioni        | Cessioni  | Cessioni |
| R.       | Nome            | a         | Modalità |
| -------- | --------------- | --------- | -------- |
| A        | Holger Brügmann | Wolfsburg |          |
| C        | Peter Lux       | Amburgo   |          |

### Sessione invernale
| Acquisti | Acquisti | Acquisti | Acquisti |
| R.       | Nome     | da       | Modalità |
| -------- | -------- | -------- | -------- |

| Cessioni | Cessioni | Cessioni | Cessioni |
| R.       | Nome     | a        | Modalità |
| -------- | -------- | -------- | -------- |

## Risultati

### 2. Bundesliga

#### Girone di andata
| Arbitro: | Dellwing |

|                                             |           |                              |
| Bruns 23’ (aut.) Linz 77’ (rig.) Eymold 88’ | Marcatori | 22’ Pahl 44’ Worm 73’ Plagge |

| Arbitro: | Assenmacher |

|                           |           |  |
| Plagge 50’, 54’, 88’, 89’ | Marcatori |  |

| Arbitro: | Bodmer |

|                   |           |                         |
| Hauck 44’ Löw 55’ | Marcatori | 55’ Tripbacher 69’ Worm |

| Arbitro: | Jupe |

|                                                 |           |                 |
| Tripbacher 32’, 86’ Hintermaier 55’ Posipal 64’ | Marcatori | 7’ Westerwinter |

| Arbitro: | Kruse |

|                      |           |            |
| Krüger 55’ Hotić 56’ | Marcatori | 66’ Plagge |

| Arbitro: | Kasperowski |

|                          |           |  |
| Worm 37’ Buchheister 87’ | Marcatori |  |

| Arbitro: | Uhlig |

|                 |           |          |
| Burgsmüller 14’ | Marcatori | 45’ Worm |

| Arbitro: | Reinstädtler |

|  |           |                      |
|  | Marcatori | 65’ Brandts 70’ Ruof |

| Arbitro: | Steffens |

|  |           |           |
|  | Marcatori | 60’ Knoll |

| Arbitro: | Retzmann |

|                                                                                        |           |                   |
| Kneib 13’ (rig.) Ostermann 26’ Wollitz 35’ Haas 58’ (rig.) Kretz 60’ Schröder 86’, 89’ | Marcatori | 79’ (rig.) Geiger |

| Braunschweig 28 settembre 1985, ore 15:00 CEST 11ª giornata | Eintracht Braunschweig | 0 – 0 referto | Fortuna Colonia | Stadion an der Hamburger Straße (5 494 spett.)\| Arbitro: \| Hellwig \| |
| Arbitro:                                                    | Hellwig                |               |                 |                                                                         |

| Arbitro: | Krug |

|                    |           |          |
| Cestonaro 13’, 55’ | Marcatori | 60’ Worm |

| Arbitro: | Amerell |

|                             |           |                        |
| Hintermaier 28’ Posipal 60’ | Marcatori | 32’ Maričić 58’ Bialon |

| Arbitro: | Wahmann |

|             |           |                |
| Dinauer 86’ | Marcatori | 14’ Tripbacher |

| Arbitro: | Diekert |

|                                               |           |                            |
| Plagge 4’, 73’ Geiger 13’ Kindermann 45’, 48’ | Marcatori | 19’ (rig.) Eck 75’ Scheler |

| Arbitro: | Ermer |

|                         |           |                 |
| Franusch 26’ Künast 32’ | Marcatori | 19’ Buchheister |

| Arbitro: | Zimmermann |

|                          |           |                           |
| Plagge 50’ Ellmerich 79’ | Marcatori | 32’ Kügler 80’ Tschiskale |

| Arbitro: | Puchalski |

|                                            |           |                   |
| Labbadia 62’, 80’ Worm 72’ (aut.) Kuhl 73’ | Marcatori | 15’ (aut.) Trares |

| Arbitro: | Bauer |

|                                     |           |  |
| Gorski 14’ Pahl 67’ Buchheister 74’ | Marcatori |  |

#### Girone di ritorno
| Arbitro: | Osmers |

|                            |           |           |
| Plagge 15’ Buchheister 77’ | Marcatori | 12’ Holze |

| Arbitro: | Dellwing |

|                         |           |           |
| Tobollik 64’ Knecht 75’ | Marcatori | 3’ Plagge |

| Arbitro: | Müller |

|               |           |  |
| Worm 24’, 35’ | Marcatori |  |

| Arbitro: | Horeis |

|                  |           |                 |
| Schlumberger 51’ | Marcatori | 31’ Buchheister |

| Arbitro: | Merk |

|                                                   |           |                            |
| Tripbacher 48’ Worm 60’, 82’, 89’ Buchheister 73’ | Marcatori | 26’ Steubing 55’ Jurgeleit |

| Arbitro: | Weber |

|                                        |           |             |
| Stadler 8’ Hobday 38’, 50’ Kmiecik 81’ | Marcatori | 62’ Posipal |

| Arbitro: | Kriegelstein |

|               |           |  |
| Ellmerich 12’ | Marcatori |  |

| Arbitro: | Kasperowski |

|                                |           |                                      |
| Höfer 9’ Brandts 66’ Gries 90’ | Marcatori | 62’ Buchheister 76’ (rig.) Ellmerich |

| Arbitro: | Krug |

|             |           |  |
| Freiler 59’ | Marcatori |  |

| Arbitro: | Amerell |

|                                               |           |                     |
| Kindermann 4’ Geiger 24’, 72’ Buchheister 29’ | Marcatori | 9’ Ellguth 50’ Kohn |

| Arbitro: | Schmidhuber |

|                       |           |          |
| Richter 43’ Kropp 72’ | Marcatori | 73’ Worm |

| Arbitro: | Barnick |

|            |           |               |
| Geiger 43’ | Marcatori | 35’ Cestonaro |

| Arbitro: | Merk |

|              |           |                     |
| Fraßmann 71’ | Marcatori | 4’ (rig.) Ellmerich |

| Arbitro: | Hellwig |

|  |           |                       |
|  | Marcatori | 64’ (aut.) Kindermann |

| Arbitro: | Föckler |

|  |           |            |
|  | Marcatori | 70’ Geiger |

| Arbitro: | Osmers |

|                                   |           |  |
| Plagge 15’ Pahl 54’ Ellmerich 77’ | Marcatori |  |

| Arbitro: | Diekert |

|                                      |           |            |
| Allievi 15’, 20’ Tschiskale 23’, 63’ | Marcatori | 70’ Plagge |

| Arbitro: | Müller |

|          |           |                             |
| Worm 54’ | Marcatori | 43’ Lachmann 45’ Lottermann |

| Arbitro: | Probst |

|             |           |                                                 |
| Schmidt 77’ | Marcatori | 21’ Pospich 48’ Kindermann 79’ (rig.) Ellmerich |

### Coppa di Germania
| Arbitro: | Assenmacher |

|                                                                        |           |                                     |
| Tripbacher 14’ (aut.) Buchwald 26’ Allgöwer 30’, 40’, 68’ Hartmann 80’ | Marcatori | 44’ Gorski 62’ Pahl 74’ Buchheister |

## Statistiche

### Statistiche di squadra
| Competizione      | Punti | In casa | In casa | In casa | In casa | In casa | In casa | In trasferta | In trasferta | In trasferta | In trasferta | In trasferta | In trasferta | Totale | Totale | Totale | Totale | Totale | Totale | DR |
| Competizione      | Punti | G       | V       | N       | P       | Gf      | Gs      | G            | V            | N            | P            | Gf           | Gs           | G      | V      | N      | P      | Gf     | Gs     | DR |
| ----------------- | ----- | ------- | ------- | ------- | ------- | ------- | ------- | ------------ | ------------ | ------------ | ------------ | ------------ | ------------ | ------ | ------ | ------ | ------ | ------ | ------ | -- |
| 2. Bundesliga     | 36    | 19      | 11      | 4       | 4       | 41      | 19      | 19           | 2            | 6            | 11           | 24           | 43           | 38     | 13     | 10     | 15     | 65     | 62     | +3 |
| Coppa di Germania | -     | 0       | 0       | 0       | 0       | 0       | 0       | 1            | 0            | 0            | 1            | 3            | 6            | 1      | 0      | 0      | 1      | 3      | 6      | -3 |
| Totale            | 36    | 19      | 11      | 4       | 4       | 41      | 19      | 20           | 2            | 6            | 12           | 27           | 49           | 39     | 13     | 10     | 16     | 68     | 68     | 0  |

### Andamento in campionato
| Giornata  | 1 | 2 | 3 | 4 | 5 | 6 | 7 | 8 | 9  | 10 | 11 | 12 | 13 | 14 | 15 | 16 | 17 | 18 | 19 | 20 | 21 | 22 | 23 | 24 | 25 | 26 | 27 | 28 | 29 | 30 | 31 | 32 | 33 | 34 | 35 | 36 | 37 | 38 |
| --------- | - | - | - | - | - | - | - | - | -- | -- | -- | -- | -- | -- | -- | -- | -- | -- | -- | -- | -- | -- | -- | -- | -- | -- | -- | -- | -- | -- | -- | -- | -- | -- | -- | -- | -- | -- |
| Luogo     | T | C | T | C | T | C | T | C | C  | T  | C  | T  | C  | T  | C  | T  | C  | T  | C  | C  | T  | C  | T  | C  | T  | C  | T  | T  | C  | T  | C  | T  | C  | T  | C  | T  | C  | T  |
| Risultato | N | V | N | V | P | V | N | P | P  | P  | N  | P  | N  | N  | V  | P  | N  | P  | V  | V  | P  | V  | N  | V  | P  | V  | P  | P  | V  | P  | N  | N  | P  | V  | V  | P  | P  | V  |
| Posizione | 7 | 2 | 3 | 2 | 6 | 2 | 3 | 7 | 11 | 12 | 12 | 14 | 15 | 14 | 12 | 13 | 13 | 14 | 13 | 12 | 14 | 11 | 11 | 11 | 11 | 11 | 12 | 12 | 11 | 11 | 11 | 11 | 13 | 12 | 11 | 12 | 13 | 12 |

Legenda:

Luogo: C = Casa; T = Trasferta. Risultato: V = Vittoria; N = Pareggio; P = Sconfitta.

### Statistiche dei giocatori
| Giocatore      | 2. Bundesliga | 2. Bundesliga | 2. Bundesliga | 2. Bundesliga | Coppa di Germania | Coppa di Germania | Coppa di Germania | Coppa di Germania | Totale   | Totale | Totale      | Totale     |
| Giocatore      | Presenze      | Reti          | Ammonizioni   | Espulsioni    | Presenze          | Reti              | Ammonizioni       | Espulsioni        | Presenze | Reti   | Ammonizioni | Espulsioni |
| -------------- | ------------- | ------------- | ------------- | ------------- | ----------------- | ----------------- | ----------------- | ----------------- | -------- | ------ | ----------- | ---------- |
| M. Bruns       | 2             | 0             | 1             | 0             | 0                 | 0                 | 0                 | 0                 | 2        | 0      | 1           | 0          |
| B. Buchheister | 34            | 8             | 2             | 0             | 1                 | 1                 | 0                 | 0                 | 35       | 9      | 2           | 0          |
| M. Böhnke      | 0             | 0             | 0             | 0             | 0                 | 0                 | 0                 | 0                 | 0        | 0      | 0           | 0          |
| L. Ellmerich   | 24            | 6             | 2             | 0             | 1                 | 0                 | 0                 | 0                 | 25       | 6      | 2           | 0          |
| L. Fischer     | 0             | 0             | 0             | 0             | 0                 | 0                 | 0                 | 0                 | 0        | 0      | 0           | 0          |
| M. Geiger      | 37            | 6             | 4             | 0             | 1                 | 0                 | 0                 | 0                 | 38       | 6      | 4           | 0          |
| S. Gorges      | 3             | 0             | 0             | 0             | 0                 | 0                 | 0                 | 0                 | 3        | 0      | 0           | 0          |
| B. Gorski      | 31            | 1             | 9             | 0             | 1                 | 1                 | 0                 | 0                 | 32       | 2      | 9           | 0          |
| R. Hintermaier | 35            | 2             | 11            | 0             | 1                 | 0                 | 0                 | 0                 | 36       | 2      | 11          | 0          |
| D. Hoff        | 3             | 0             | 1             | 0             | 0                 | 0                 | 0                 | 0                 | 3        | 0      | 1           | 0          |
| J. Hoßbach     | 19            | 0             | 0             | 0             | 0                 | 0                 | 0                 | 0                 | 19       | 0      | 0           | 0          |
| W. Josef       | 20            | 0             | 0             | 0             | 1                 | 0                 | 0                 | 0                 | 21       | 0      | 0           | 0          |
| R. Kindermann  | 25            | 4             | 4             | 0             | 0                 | 0                 | 0                 | 0                 | 25       | 4      | 4           | 0          |
| A. Kubsda      | 17            | 0             | 3             | 0             | 0                 | 0                 | 0                 | 0                 | 17       | 0      | 3           | 0          |
| D. Lindner     | 3             | 0             | 0             | 0             | 0                 | 0                 | 0                 | 0                 | 3        | 0      | 0           | 0          |
| H. Pahl        | 37            | 3             | 6             | 0             | 1                 | 1                 | 0                 | 0                 | 38       | 4      | 6           | 0          |
| F. Plagge      | 31            | 13            | 8             | 0             | 1                 | 0                 | 0                 | 0                 | 32       | 13     | 8           | 0          |
| P. Posipal     | 26            | 3             | 1             | 1             | 1                 | 0                 | 0                 | 0                 | 27       | 3      | 1           | 1          |
| A. Pospich     | 14            | 1             | 0             | 0             | 1                 | 0                 | 0                 | 0                 | 15       | 1      | 0           | 0          |
| V. Ringov      | 4             | 0             | 0             | 0             | 0                 | 0                 | 0                 | 0                 | 4        | 0      | 0           | 0          |
| M. Scheike     | 13            | 0             | 2             | 1             | 0                 | 0                 | 0                 | 0                 | 13       | 0      | 2           | 1          |
| H. Scheil      | 18            | 0             | 1             | 0             | 0                 | 0                 | 0                 | 0                 | 18       | 0      | 1           | 0          |
| F. Schön       | 4             | 0             | 2             | 0             | 0                 | 0                 | 0                 | 0                 | 4        | 0      | 2           | 0          |
| M. Tripbacher  | 30            | 5             | 5             | 0             | 1                 | 0                 | 0                 | 0                 | 31       | 5      | 5           | 0          |
| R. Worm        | 33            | 12            | 2             | 0             | 1                 | 0                 | 0                 | 0                 | 34       | 12     | 2           | 0          |